# Corina Portugal
Corina Antonieta Pereira Portugal (Rio de Janeiro, 17 de janeiro de 1869 - Ponta Grossa, 26 de abril de 1889), mais conhecida como Corina Portugal, foi uma brasileira vítima de feminicídio, sendo uma figura do folclore paranaense e considerada uma "santa popular" na cidade de Ponta Grossa, no Paraná.

## Biografia
Corina Antonieta Pereira Portugal nasceu no dia 17 de janeiro de 1869 no Rio de Janeiro. Era filha de Deolinda Fazenda Pereira Portugal e do médico Antônio Fernandes Pereira Portugal. Aos três anos de idade, Corina ficou órfã da mãe e recebeu por um tempo os cuidados da avó. Após o falecimento da avó, foi cuidada por uma tia.
Aos 15 anos de idade Corina Portugal conheceu o farmacêutico Alfredo Marques de Campos, onze anos mais velho, e logo depois casaram-se em 1885 e foram morar no bairro do Realengo. Como a condição financeira do casal não era das melhores, em busca de trabalho mudaram-se para Ponta Grossa, na região dos Campos Gerais do Paraná. Alfredo alugou uma casa próxima a igreja matriz e tinha a intenção de abrir uma farmácia no centro de Ponta Grossa. Procurou o médico Dr. Dória, João Menezes Dória, que era seu conhecido e acabou o ajudando a abrir a Farmácia Campos.

## Assassinato
Corina sofria com a violência doméstica e relatava seu sofrimento em cartas que enviava para o pai, onde contava os maus-tratos e as ameaças recebidas. O marido era dependente de álcool e jogos de azar, descontado na esposa suas frustrações. Na noite de 26 de abril de 1889, Alfredo, após uma violenta discussão, matou a esposa com 32 golpes de punhal. Alfredo alegava que Corina mantinha relações extraconjugais com o Dr. Dória. Com a ajuda do advogado Dr. Vicente Machado, Alfredo Marques de Campos conseguiu absolvição. Dória, então, foi viver Curitiba, de onde passou a escrever sobre o caso. Contou com o apoio do pai de Corina, que enviou as cartas escritas pela filha, nas quais ela contava sobre as agressões e acusações recebidas. Mesmo com as novas provas, o farmacêutico acabou absolvido em todos os tribunais. Mesma sorte não teve com a população, que dessa vez percebeu a falsidade em torno do suposto adultério. Alfredo Campos mudou-se para Minas Gerais e, pouco tempo depois, a notícia do assassinato da esposa chegou até o local onde se estabeleceu. Dessa vez, condenado pela opinião pública, suicidou-se. Quando estava em um hotel no Rio de Janeiro, deu um tiro na cabeça, em setembro de 1895. Deixou um bilhete onde dizia: "morro por estar farto de sofrer".

## Lenda, misticismo e cultura popular

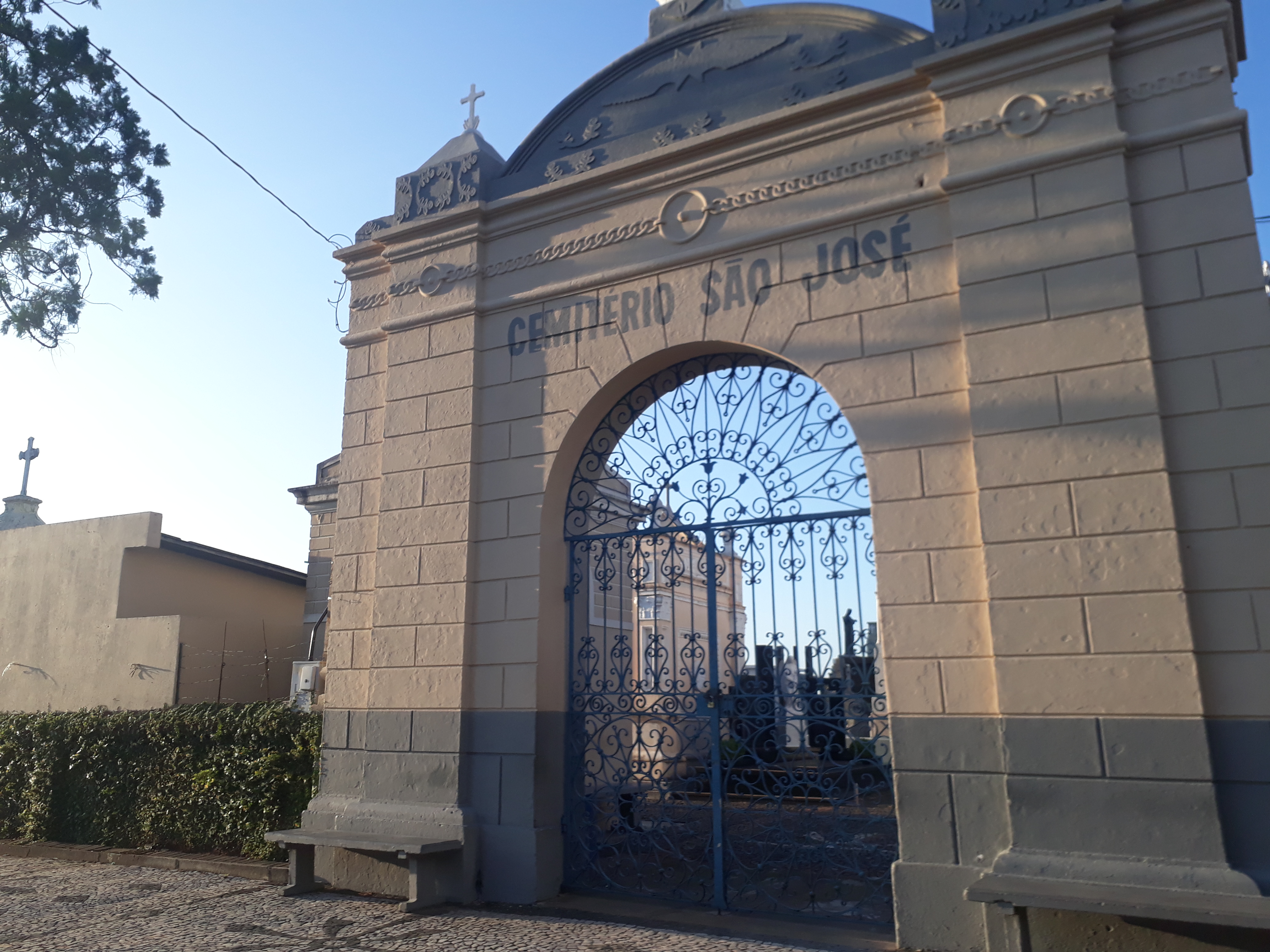
Cemitério São José, em Ponta Grossa, onde está o túmulo de Corina Portugal.

Corina foi enterrada no Cemitério Municipal São José de Ponta Grossa, no túmulo número 1258. Com o passar do tempo sua história tornou-se lenda. Corina adquiriu fama de santidade e seu túmulo tornou-se um local de visitação pública, onde pessoas deixam placas de agradecimento por graças alcançadas, bilhetes com pedidos, terços, flores e inúmeras velas acessas. É o túmulo mais visitado no cemitério e é até mesmo considerado "ponto turístico". Para os devotos, Corina Portugal é uma guardiã das mães aflitas e auxiliadora das esposas que não são aceitas e compreendidas pelos maridos.
Corina Portugal não teve filhos e como sua família era do Rio de Janeiro, voluntárias começaram a cuidar de seu túmulo e a rezar por sua alma. Certo dia, uma mulher por nome de Maria, que também sofria violência doméstica, temendo por sua morte, rezou no túmulo de Corina e pediu para que a falecida intercedesse por sua vida e que seu marido mudasse de comportamento. No dia seguinte, o marido de Maria parou com o alcoolismo e se tornou um bom homem. A notícia da graça alcançada fez com que outras mulheres também procurassem o túmulo de Corina no cemitério São José e rezassem.
Vários anos se passaram e o prefeito Major Manoel Vicente Bittencourt, que governou a cidade entre 1892 e 1895, mandou alguns funcionários retirarem corpos do antigo cemitério São João para a abertura de uma rua. Quando estes operários estavam escavando os ossos, eles encontraram o corpo de Corina Portugal intacto e seu semblante parecia o rosto de uma santa. Então estes funcionários chamaram um padre, que pediu para que os trabalhadores ficassem quietos, porém, como são poucas as criaturas que sabem guardar segredos o povo logo soube da novidade.
Desta maneira o corpo da santa foi transferido para o cemitério São José, onde seu túmulo é muito visitado nos dias de finados.
O túmulo de Corina Portugal possui um valor simbólico muito importante para a cultura de Ponta Grossa e as romarias no seu entorno são passadas de geração para geração, criando um verdadeiro espaço de devoção. O túmulo é uma construção de concreto considerada simples e pequena. Possui aproximadamente um metro de altura, com a capacidade de abrigar somente um corpo. A estrutura é coberta com um reboco irregular e uma pintura sempre de tom claro que está constantemente sendo retocada por voluntários. Há ainda uma antiga placa preservada, com o nome de Corina, e as datas de nascimento e morte.
Josué Corrêa Fernandes recebeu de uma devota o pedido para que escrevesse uma oração para a Corina. A devota acrescentou ao texto a necessidade de fazer cem cópias da oração e deixar sobre o túmulo da santa em caso do pedido atendido, o que logo se tornou um costume local. Josué Corrêa Fernandes escreveu um livro contando a história de Corina Portugal. A primeira edição Corina Portugal: Histórias de Sangue e Luz foi publicada em 1999 e a segunda edição em 2007. A memória de Corina também foi adaptada em diversas publicações, ganhando cordel, música, peças de teatro e até radionovela transmitida por uma emissora local.
Em 2016 a professora da Universidade Estadual de Ponta Grossa, Dione Navarro, lançou o livro Corina Portugal: súplicas e respostas, obra que reúne o trabalho de pesquisa junto a devotos, com depoimentos e histórias de vida de fiéis. Em 2019 uma devota muito católica recebeu uma carta do Papa Francisco e na carta o pontífice relata que recebeu da devota um exemplar do livro da história de Corina Portugal. A devota participou de um encontro com o bispo Dom Sérgio Arthur Braschi, afirmando que, embora Corina Portugal seja uma santa não-canônica, a Igreja Católica tem interesse em iniciar o processo de beatificação, a tornando "serva de Deus".
Um grupo de pessoas tiveram a iniciativa que um trecho de uma das avenidas da cidade de Ponta Grossa receba o nome de Avenida Corina Portugal, em homenagem a "santa popular", entretanto a mudança deve passar pela Câmara Municipal. Em 2010 o prefeito Pedro Wosgrau Filho sancionou a lei nº 039/2010, que denominou a casa Abrigo para Mulheres Vítimas de Violência, como Casa Corina Portugal (Casa das Mulheres Vítimas de Violência Corina Portugal). Corina passou a ser símbolo regional de combate ao feminicídio e em 2021 a Câmara Municipal de Ponta Grossa aprovou o projeto de lei 291/2021 que cria a Lei Municipal Corina Portugal em combate à violência doméstica.